# Oxygonum lobatum
Oxygonum lobatum är en slideväxtart som beskrevs av R. A. Grah.. Oxygonum lobatum ingår i släktet Oxygonum och familjen slideväxter. Inga underarter finns listade i Catalogue of Life.